# 25e régiment d'infanterie légère
Le 25e régiment d'infanterie légère (25e léger) est un régiment d'infanterie légère de l'armée française créé sous la Révolution sous le nom de 25e demi-brigade légère de deuxième formation.
En 1855, il est transformé et prend le nom de 100e régiment d'infanterie de ligne.

## Création et différentes dénominations
- Avril 1796 : création de la 25e demi-brigade légère de deuxième formation
- 1803 : la 25e demi-brigade légère est renommée 25e régiment d'infanterie légère.
- 12 mai 1814 : Le régiment est dissous.
- 29 septembre 1840 : Le 25e régiment d'infanterie légère est créé par ordonnance
- En 1855, l'infanterie légère est transformée, et ses régiments sont convertis en unités d'infanterie de ligne, prenant les numéros de 76 à 100. Le 25e prend le nom de 100e régiment d’infanterie de ligne.

## Chefs de brigade / colonels
- 1795 : chef de brigade Jean-Baptiste Brunet
- 1799 : chef de brigade puis colonel Deo Gratias Nicolas Godinot
- 1805 : colonel Joseph Morel
- 1807 : colonel Joseph François Eugène Benjamin Anselme dit Baptiste
- 1810 : colonel Vincent Marcel Deconchy (**)
- 1813 : colonel Charles François Cresté
- 28 août 1846 : colonel Honoré Sarrazin Ripert[Note 1] (° 1794-† 1884)

## Historique des garnisons, combats et batailles du25eléger

### Guerres de la Révolution et de l'Empire

#### 25edemi-brigade légère de deuxième formation (1796-1803)
La 25e demi-brigade légère de deuxième formation est formée le 19 germinal an IV (8 avril 1796) par amalgame de la 13e demi-brigade légère de première formation (13e bataillon de chasseurs,, 8e bataillon de volontaires de la Marne également appelé bataillon de volontaires de chasseurs de Reims et 17e bataillon bis de chasseurs)
La 25e demi-brigade légère fait les campagnes de l'an IV et de l'an V à l'armée de Sambre-et-Meuse et s'illustre le 16 prairial an IV (4 juin 1796), à la bataille d'Altenkirchen.
En 1797, la demi-brigade est affectée à la 1re division de l'armée de Sambre-et-Meuse.
Le 23 nivôse an VI (12 janvier 1798) la demi-brigade est rattachée à l'armée d'Angleterre.
La demi-brigade légère fait les campagnes des ans VI et VII dans les armées d'Allemagne, de Mayence et du Danube. Elle se distingue à la bataille de Stockach le 5 germinal an VII (25 mars 1799), au combat de Le Grimsel durant la bataille d'Amsteg le 27 thermidor an VII (14 août 1799) et au combat d'Uznach le 5 germinal an VII (25 mars 1799).

Elle fait celles des ans VIII et IX dans les armées du Rhin et d'Italie.
En avril 1800 (campagne d'Italie), elle se distingue à l'attaque de l'Hermette puis au passage du Mincio, en bateaux, et à la bataille de Valeggio qui suivit.
 Par arrêté du 9 fructidor an VIII (27 août 1800), la 25e demi-brigade d'infanterie légère est réduite à deux bataillons.
En 1801, la 25e légère rentre en France et tient garnison à Nice puis à Toulon, avant de partir pour Montmédy en l'an XI.

#### 25e régiment d'infanterie légère (1803-1815)
Par arrêté du 1er vendémiaire an XII (24 septembre 1803), les 2 bataillons de la 25e demi-brigade d'infanterie légère sont réunis aux 2 bataillons de la 30e demi-brigade d'infanterie légère pour former le 25e régiment d'infanterie légère à 4 bataillons. Le dépôt régimentaire est à Verdun.
27 frimaire an XII (19 décembre 1803) le régiment est signalé comme étant au camp d'Étaples.
En 1807, le 25e léger s'illustre durant la bataille de Friedland.

##### 1815 à 1852
1849 : Corps expéditionnaire de la Méditerranée; prise de Rome
En 1850, les 2e et 3e bataillons sont à la division d'occupation en Italie tandis que le 1er bataillon et son dépôt étaient à Digne.
1850 à 1855 : Algérie

##### Second Empire
Le décret du 24 octobre 1854 réorganise les régiments d'infanterie légère de l'Armée française. À cet effet le 25e régiment d'infanterie légère prend le numéro 100 et devient le 100e régiment d'infanterie de ligne.